# Cultura tumaco-la tolita
La cultura tumaco-la tolita o cultura tulato, también conocida como cultura tumaco en Colombia o como cultura tolita en Ecuador es una cultura arqueológica que habitó la costa del norte de Ecuador y la costa sur de Colombia en tiempos precolombinos. Toma su nombre de los dos sitios arqueológicos más representativos de la cultura, la isla del Morro en la ciudad de Tumaco y la isla de la Tolita. Destacó por la construcción de montículos de tierra conocidos como tolas, la artesanía en cerámica y sobre todo la artesanía en metal, ya que sus artesanos manejaron el oro con gran destreza y también fueron los primeros en el mundo que trabajaron el platino.

## Clima y geografía

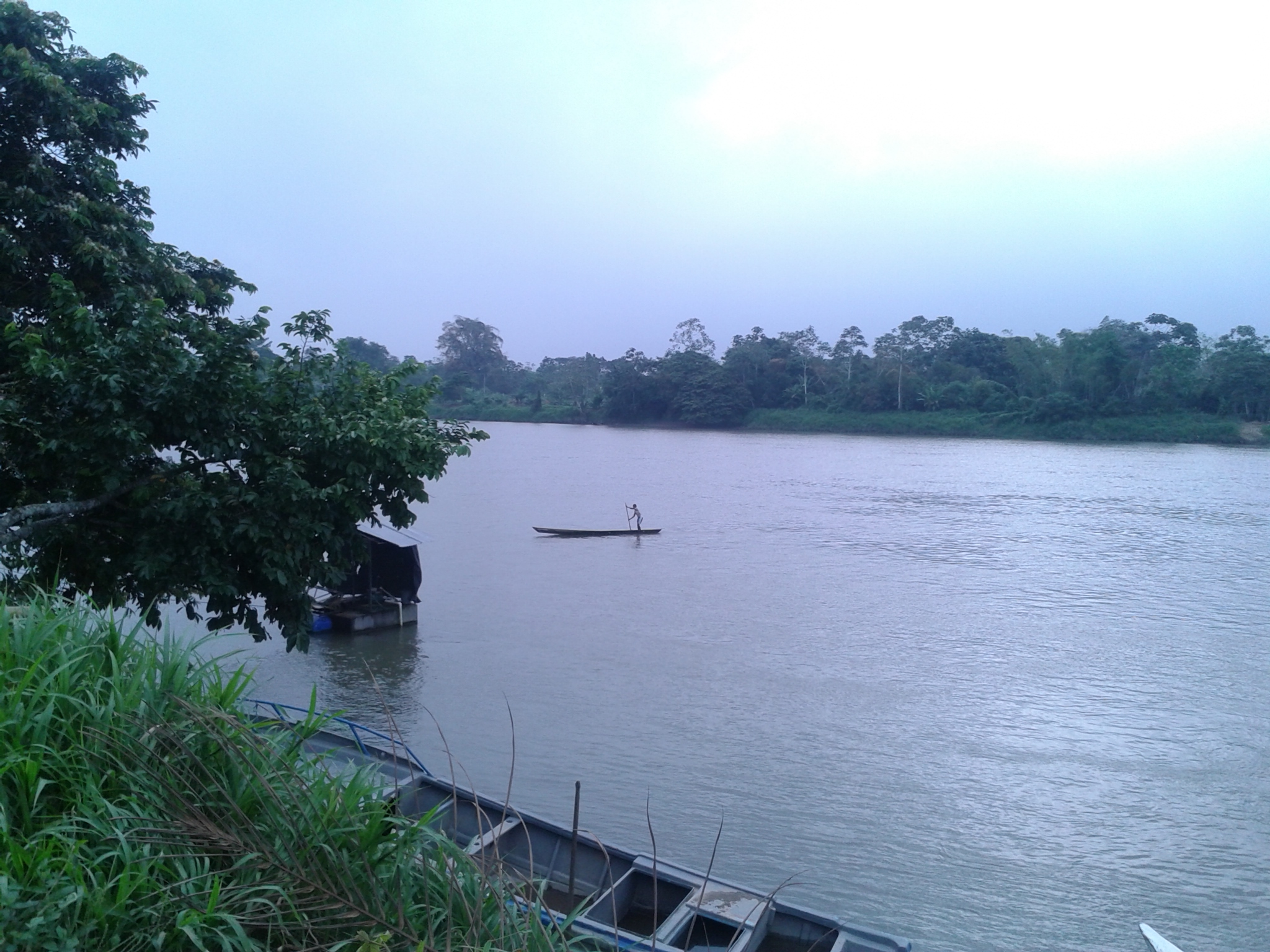
Paisaje del bajo río Mira.

La cultura tumaco-la tolita vivió en las costas de la actual provincia de Esmeraldas en Ecuador, y su territorio se extendió tan al norte como hasta Buenaventura, en Colombia. La región es cálida, con temperaturas medias entre 27 o 28 °C, y el paisaje está dominado por grandes y fértiles llanuras cubiertas por la selva húmeda tropical, mientras que el litoral esta cubierto por manglares. Hay abundantes ríos en la zona, como el río Cayapas, el Mataje, el Mira, el Patía, etc. La gran cantidad de ríos y el acceso al mar proveyeron a tumaco-la tolita de excelentes vías de comunicación con las regiones andinas.

## Historia
Los orígenes de la cultura tumaco se remontan a los primeros pobladores conocidos de la región, que pertenecieron a la cultura Chorrera. Llegaron a principios del primer milenio antes de cristo, y se asentaron en la isla de La Tolita para el 600 a. C. La cultura de estos se transformó lentamente con el paso del tiempo y se volvió cada vez más regional, para el 350 a. C. su cultura ya se había convertido en lo que se conoce como tumaco-la tolita. Algunos investigadores piensan que hubo grandes migraciones desde Mesoamérica que influenciaron los orígenes de la cultura tolita, aunque esta hipótesis no se ha demostrado.
La cultura tolita existió en su máximo esplendor por más o menos 700 años, tras los cuales ocurrieron nuevas transformaciones culturales que llevaron a su desaparición. Estos cambios se evidencian por la aparición de la fase cultural El Morro en la zona de Tumaco (al rededor del 350 d. C.), la cual se caracterizó por un estilo de cerámica totalmente distinto, y por el abandono de la isla de la Tolita en el 400 d. C. La región pasó por un período de despoblamiento gradual entre el 500 y el 700 d. C. Sus causas son desconocidas.

### Redescubrimiento, saqueo e investigación

El arqueólogo Marshall H. Saville fue uno de los primeros en estudiar la isla de La Tolita.

Los primeros estudios arqueológicos de la cultura tumaco-la tolita fueron llevados a cabo por arqueólogos extranjeros. El primero de ellos fue el estadounidense Marshall Saville, quien visitó la isla de la Tolita y zonas aledañas de Esmeraldas y Nariño guiado por las noticias de los increíbles ajuares de oro que allí se descubrían, publicó los resultados de su investigación en 1910, usando ya el nombre de cultura tolita. Como consecuencia, los artefactos de oro y platino de la tolita se volvieron muy populares en museos de todo el mundo. El arqueólogo alemán Max Uhle visitó la isla en 1925 y realizó los primeros mapas del lugar, en los cuales se pueden observar las tolas que dan su nombre a la isla.
En estadounidense John Rowe y el colombiano Julio César Cubillos llevaron a cabo los primeros trabajos sobre esta cultura en Colombia (en 1949 y 1955 respectivamente), utilizando ya el nombre de cultura tumaco, a pesar de que ambos sabían que la misma era llamada cultura tolita al otro lado de la frontera. El austríaco Gerardo Reichel-Dolmatoff realizó los primeros estudios de Carbono 14 en el lado colombiano, mientras que la estadounidense Betty Meggers inició la tarea de la periodización cronológica de la esta cultura en el lado Ecuatoriano en 1966.
Estos primeros investigadores estuvieron muy influenciados por la teoría difusionista, la cual proponía la existencia de zonas nucleares de alta cultura, desde las cuales esta se difundía hacia zonas periféricas. Ellos consideraron que tumaco-la tolita se trataba de una zona periférica, motivo por el cual Max Uhle propuso la teoría de las culturas mayoides, la cual decía que el origen y todos los cambios sociales de la cultura tolita a través del tiempo se debían a distintas olas de migrantes venidos desde Mesoamérica.

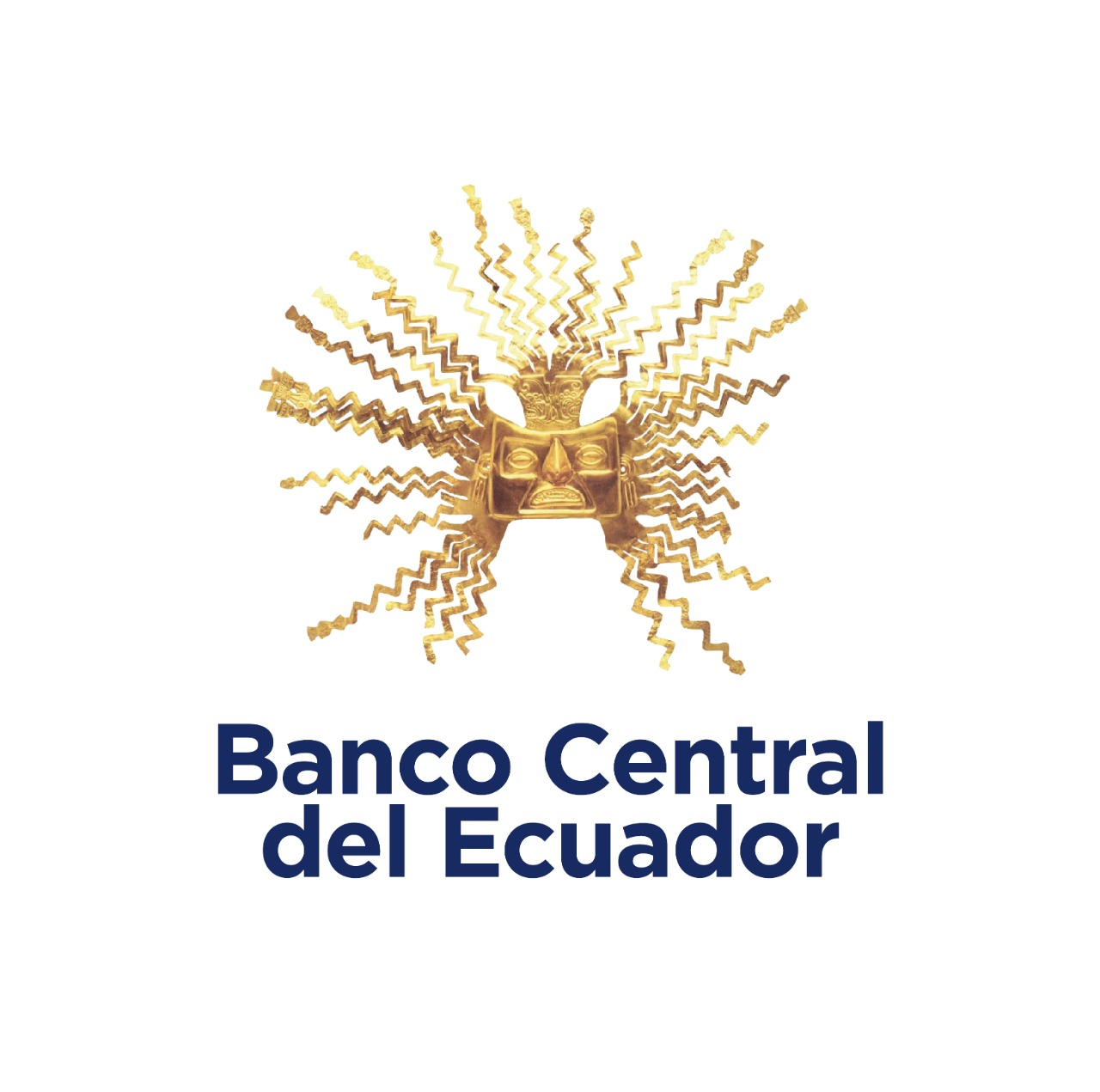
El Sol de Oro Tolita en el Logotipo del Banco Central del Ecuador.

La región tumaco-la tolita se convirtió en un lugar muy atractivo para estudiosos, pero también para buscadores de oro, quienes saquearon sistemáticamente gran cantidad de tumbas en busca de objetos de metal precioso para fundirlo posteriormente y convertirlo en lingotes. Entre los principales compradores del oro proveniente de la región estaban el Banco de la República de Colombia y el Banco Central del Ecuador, los cuales buscaban aumentar sus reservas de oro. Estos mismos bancos se encargaron de la creación del Museo del Oro y del Museo del Banco Central en Colombia y Ecuador respectivamente con el fin de proteger las piezas más sobresalientes. El Banco Central del Ecuador incluso adoptaría una pieza de presunto origen tolita como su logotipo, el llamado Sol de Oro del Banco Central.
En las décadas que siguieron se realizaron estudios más exhaustivos sobre esta cultura, aunque estos estuvieron muy marcados por la influencia de la frontera internacional que divide los territorios tumaco-la tolita. Algunos de los trabajos más importantes son las excavaciones de Francisco Valdez en la isla de la Tolita, las de José Alcina Franch en la provincia de Esmeraldas, las de Jean François Bouchard y las de Diogenes Patiño  en la región de Tumaco o el extenso estudio de la iconografía tolita de María Fernanda Ugalde.

## Arte y artesanía
De los restos de la cultura material de tumaco-la tolita destaca la metalurgia y la alfarería, aunque también hay evidencias de uso de piedra, concha, cuerno, hueso, madera, cestería, textiles, plumas, etc.

### Metalurgia

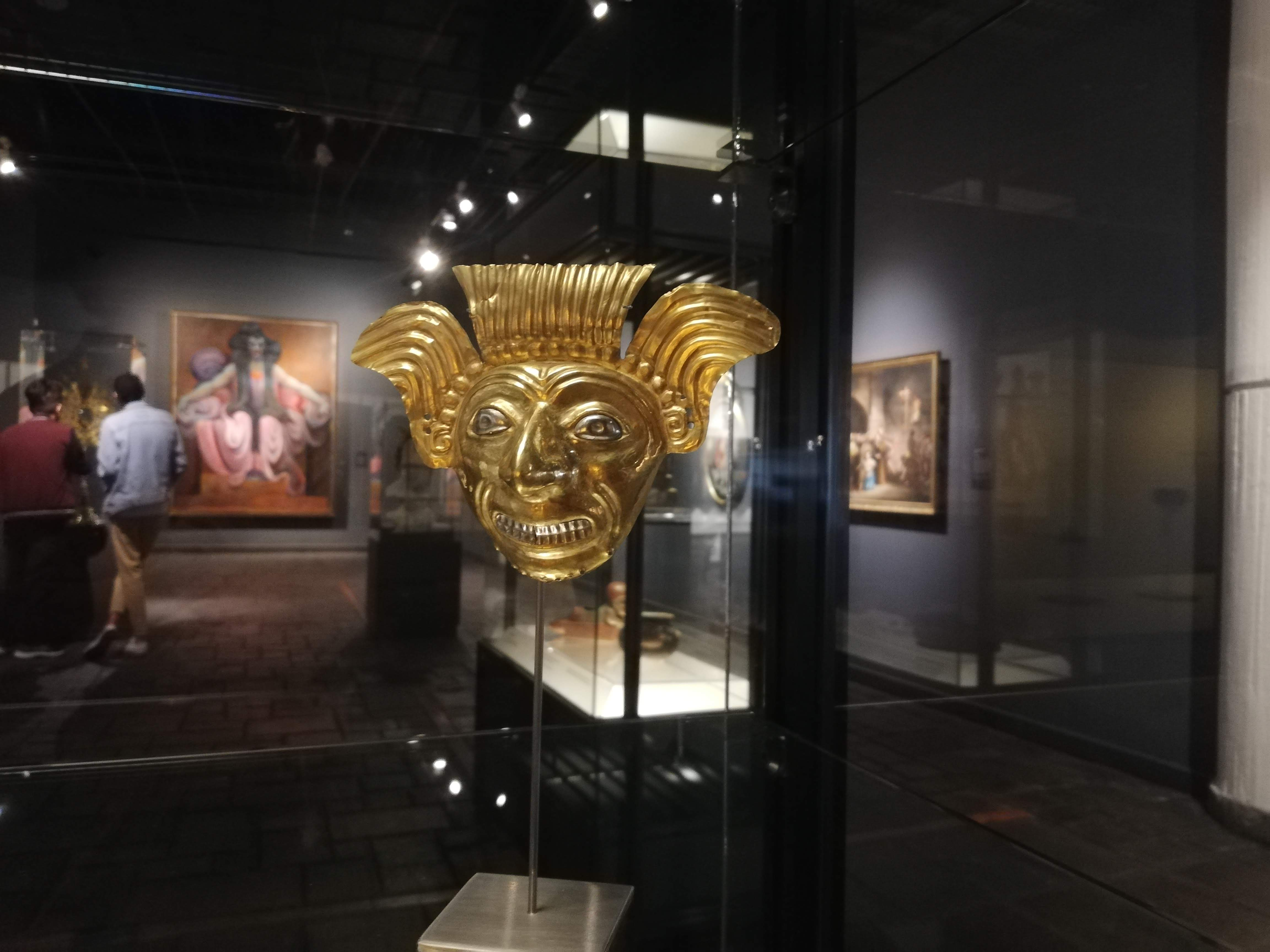
Máscara de oro con ojos y dientes de platino en el Museo Nacional del Ecuador.

Los artesanos de la cultura tumaco trabajaron muy hábilmente el oro, el platino y la tumbaga (nombre con el que se conoce a la aleación oro y cobre) . Utilizaron estos metales principalmente para la fabricación de objetos artísticos. Se hicieron gran cantidad de máscaras metálicas y ornamentos corporales como cuentas, anillos, diademas, brazaletes, incrustaciones dentales e incluso hilos de oro para decorar la ropa. Aunque también se hicieron algunas herramientas de cobre como cinceles, pinzas, agujas, alfileres, anzuelos, etc.
Las evidencias más tempranas del uso de metales en la región provienen del sitio arqueológico llamado Las Balsas, cerca de la isla de la Tolita. Allí se encontró una lámina de oro fechada entre el 915 y el 780 a. C. Los artesanos de la cultura tolita fueron los primeros del mundo en trabajar el platino, por lo menos 1 400 años antes que los herreros europeos, quienes no utilizaron este metal hasta el siglo XVIII. El platino tiene una temperatura de fundición muy elevada, la cual no se logró conseguir hasta la revolución industrial, por lo que los herreros tolita tuvieron que desarrollar técnicas para trabajar el metal sin fundirlo. Una de ellas es la llamada sinterización, que consiste en mezclar polvo de platino en oro o plata. Usaron intencionalmente el contraste del color blanco del platino con el amarillo del oro para crear piezas de múltiples colores.

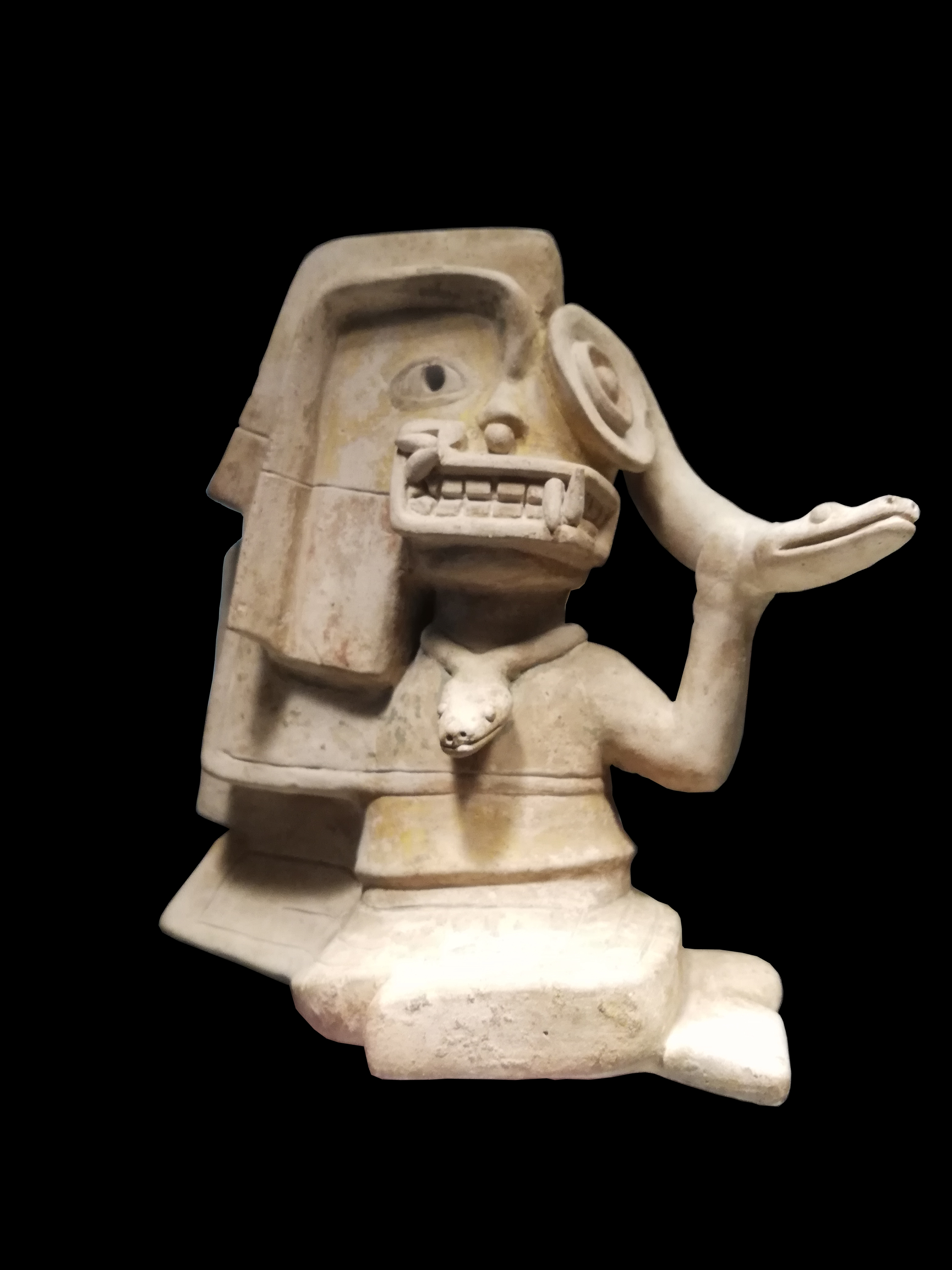
El llamado Picasso Tolita es una de las esculturas de cerámica más famosas de tumaco-La Tolita. MuNa, Quito.

### Alfarería

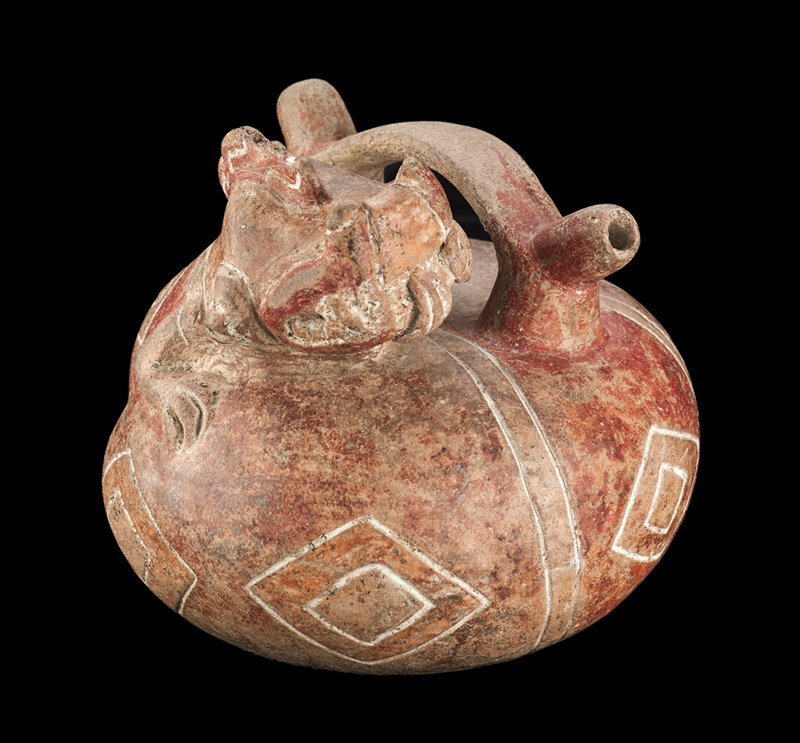
Alcarraza zoomorfa.

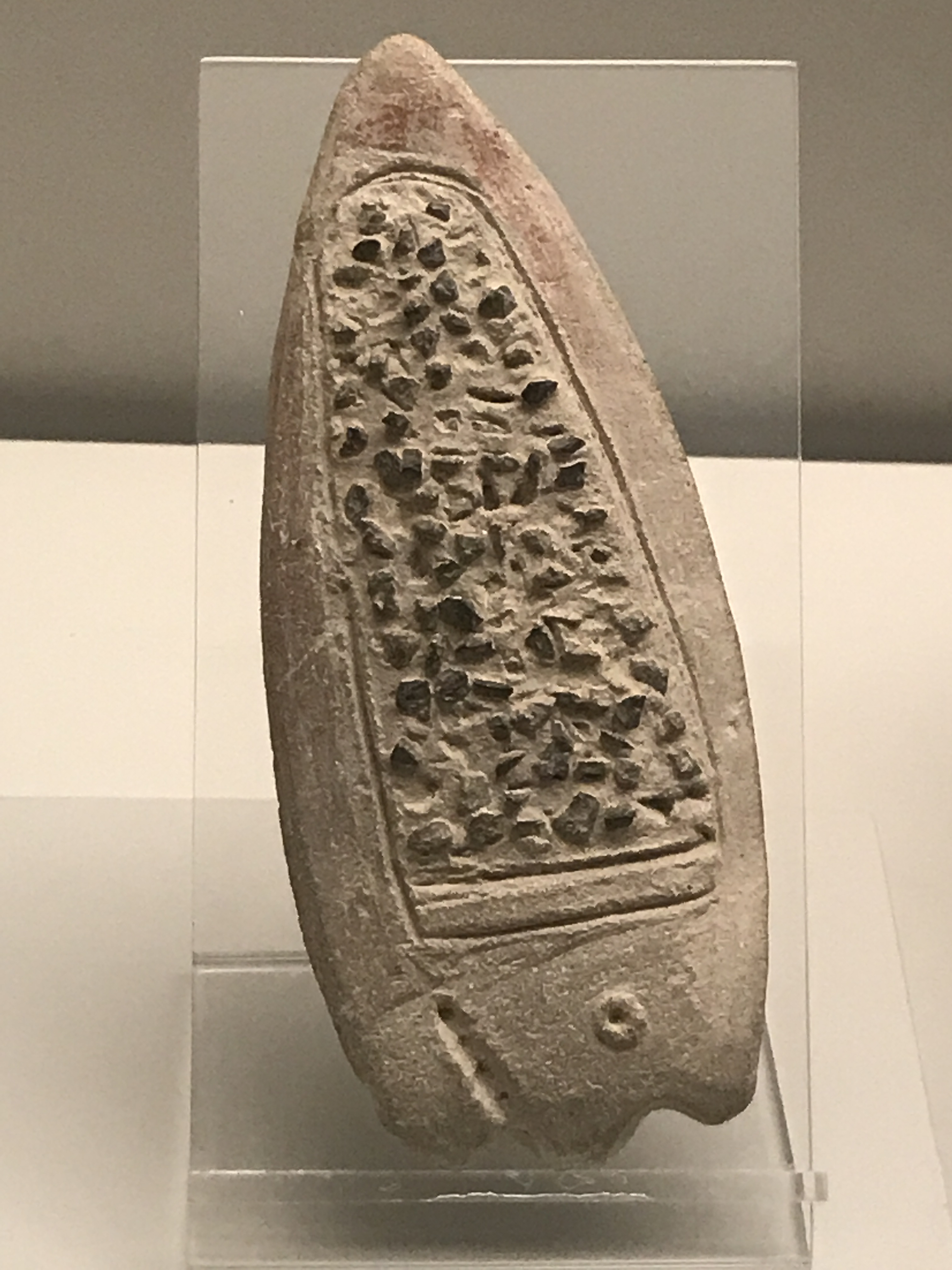
Rallador con incrustaciones de piedra.

La cerámica se empleó en la fabricación de vasijas de diferentes formas y con diferentes utilidades. Las más comunes son alcarrazas, vasijas globulares, vasos, cuencos y platos, estas dos últimas formas se suelen presentar como vasijas trípodes. Aunque también se hicieron herramientas en cerámica, como volantes de husos para hilar y ralladores. La alfarería tolita fue abundantemente decorada, siendo muy común la pintura roja, que en ocasiones se combinó con blanco, naranja, crema, café o negro. También se utilizaron otras técnicas decorativas como la pintura negativa o las incisiones con motivos geométricos.

Se hicieron gran cantidad de figurillas de cerámica, las hay humanas, animales e híbridas. Las figurillas humanoides visten atuendos y adornos corporales y llevan instrumentos musicales, algunas representan ancianos y personas enfermas y otras parecen tener cráneos deformados artificialmente. Las figurillas animales representan a gran variedad de especies; peces, mamíferos, reptiles, aves, etc. Y las figurillas híbridas representan la mezcla entre animales y humanos, una de las combinaciones más comunes es el hombre jaguar.

### Piedra
La piedra escasea en los lugares ocupados por la cultura tumaco-la tolita, así que materiales como el basalto y la andesita tuvieron que ser importados desde las zonas de piedemonte. El estudio de artefactos de obsidiana tolita ha demostrado que esta piedra se traía desde las canteras de Mullumica, cercanas a la actual ciudad de Quito, ubicada en lo alto de la cordillera de los Andes.
Los materiales líticos se utilizaron principalmente para la fabricación de herramientas y utensilios como metates y sus respectivas manos de moler, hachas de piedra pulida, pesas para redes de pesca, etc. En algunos ralladores de cerámica se incrustaron piedras pequeñas para crear las superficies rugosas requeridas para rallar. También se han encontrado lascas de basalto, obsidiana, chert y limonita que sirvieron como raspadores, navajas o cuchillos.

### Otros Materiales

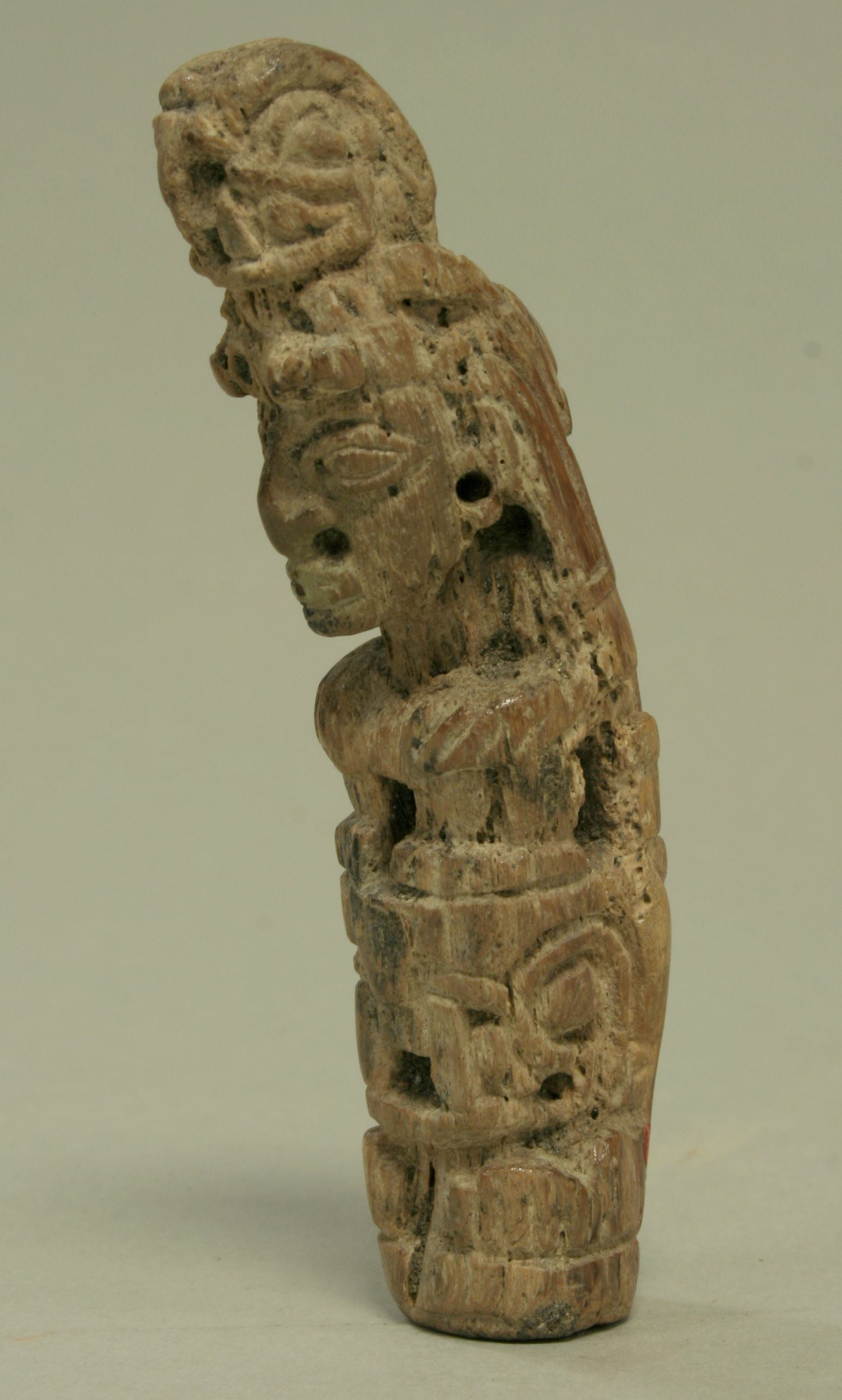
Escultura en hueso tumaco en el Museo Metropolitano de Arte.

Hay evidencias del uso del hueso y del asta de venado para hacer herramientas (como agujas, alfileres, punzones, etc.) y artesanías (como estatuillas y flautas). En ocasiones se colocaron incrustaciones de conchas de Spondylus y Madreperla.
Es de suponer que se utilizó una gran gama de materiales orgánicos que no han sobrevivido hasta el día de hoy debido a la descomposición, pero sabemos de ellos gracias a algunas fuentes indirectas que indican su uso. Entre estos se encuentra la madera para la fabricación de canoas y el bahareque para la construcción de casas, los cuales han sido representados en esculturas de cerámica.

## Ingeniería y arquitectura

### Canales, camellones y caminos
Las amplias llanuras de la región tumaco-la tolita presentan un gran reto para la agricultura, ya que estas tierras son propensas a inundarse durante la temporada de lluvias, dañando los cultivos. Para lidiar con este problema, los agricultores de la cultura tolita recurrieron a la construcción de canales y camellones. Esta técnica consiste en excavar canales alargados y acumular la tierra que se extrae justo al lado de ellos, creando así una especie de cama elevada y alargada conocida como camellón. De esta manera, el agua se acumula en los canales y los camellones quedan secos, permitiendo el cultivo durante épocas de lluvia. Además del mantener la tierra seca, este sistema de cultivos trae varias ventajas adicionales. Los canales más profundos, que permanecen inundados todo el año sirven también como reservas de agua de riego para la estación seca, y atraen peces y otros animales que sirven como alimento. Dentro de estos canales se acumula materia orgánica que lentamente se descompone y se convierte en una muy fértil capa de humus, la cual puede ser recogida y colocada sobre los camellones para fertilizar la tierra.
La construcción de estos campos de canales y camellones comenzó antes del período tumaco-la tolita, durante la época Chorrera, aunque su uso intensivo no se dio hasta la época tolita, y se continuaron utilizando incluso después de la desaparición de esta cultura. También se crearon caminos elevados mediante esta misma técnica.

### Casas y templos

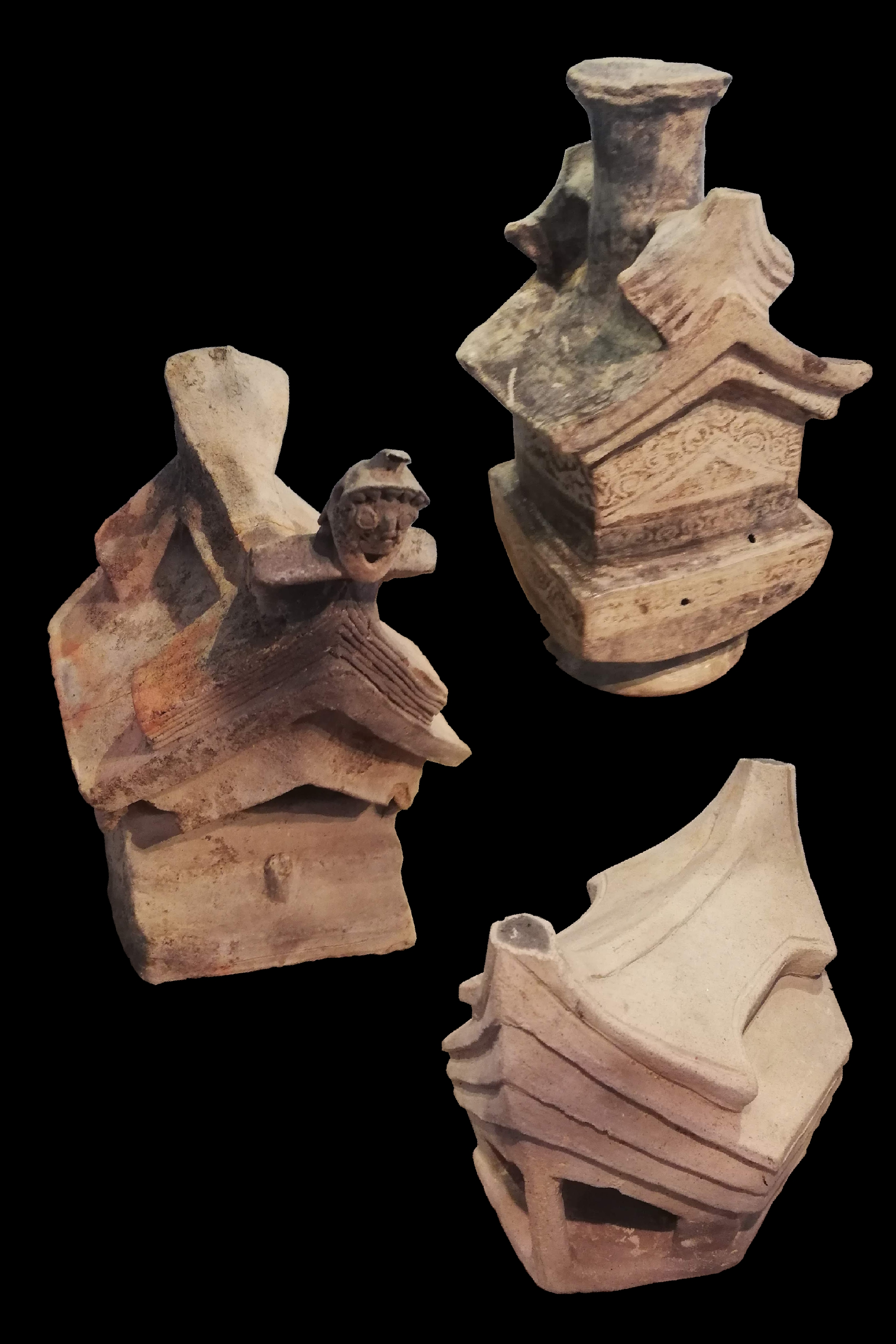
Maquetas tumaco-la tolita en el Museo Casa del Alabado.

Los tolita construyeron con materiales perecederos que desaparecieron con el tiempo. Por este motivo no se han encontrado las ruinas de ninguna casa de la época. Las únicas evidencias que sobreviven de la construcción de casas o templos son agujeros excavados para anclar postes de madera que habrían soportado el techo. Las casas que se encontraban en los sectores planos probablemente se construyeron sobre pilotes para evitar las inundaciones, esta técnica de construcción todavía está en uso hoy en día en la región tolita.
Además de los agujeros de postes, también existen maquetas de casas o templos que parecen indicar la construcción con bahareque, técnica que consiste en hacer paredes con un esqueleto de cañas entretejidas que es cubierto con barro. El techo curvado hacia abajo que tienen algunas de estas maquetas indica la utilización de vigas de caña, las cuales se doblan por el peso de la estructura ya que la caña es un material flexible. Algunas de estas maquetas muestran animales incorporados a la arquitectura.

## Religión y vida ritual

### Arte religioso

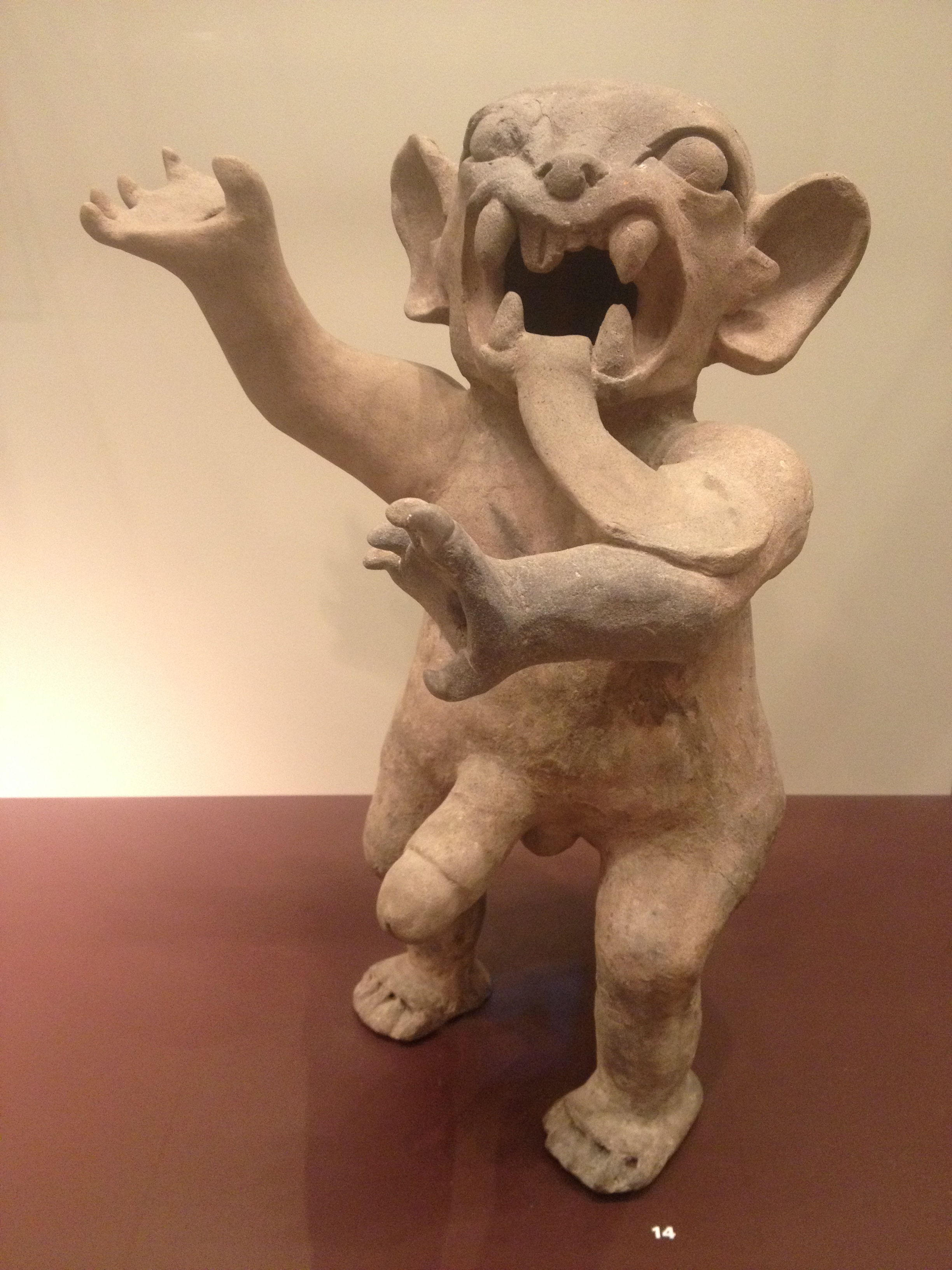
Figurina de un jaguar en el Museo de Israel.

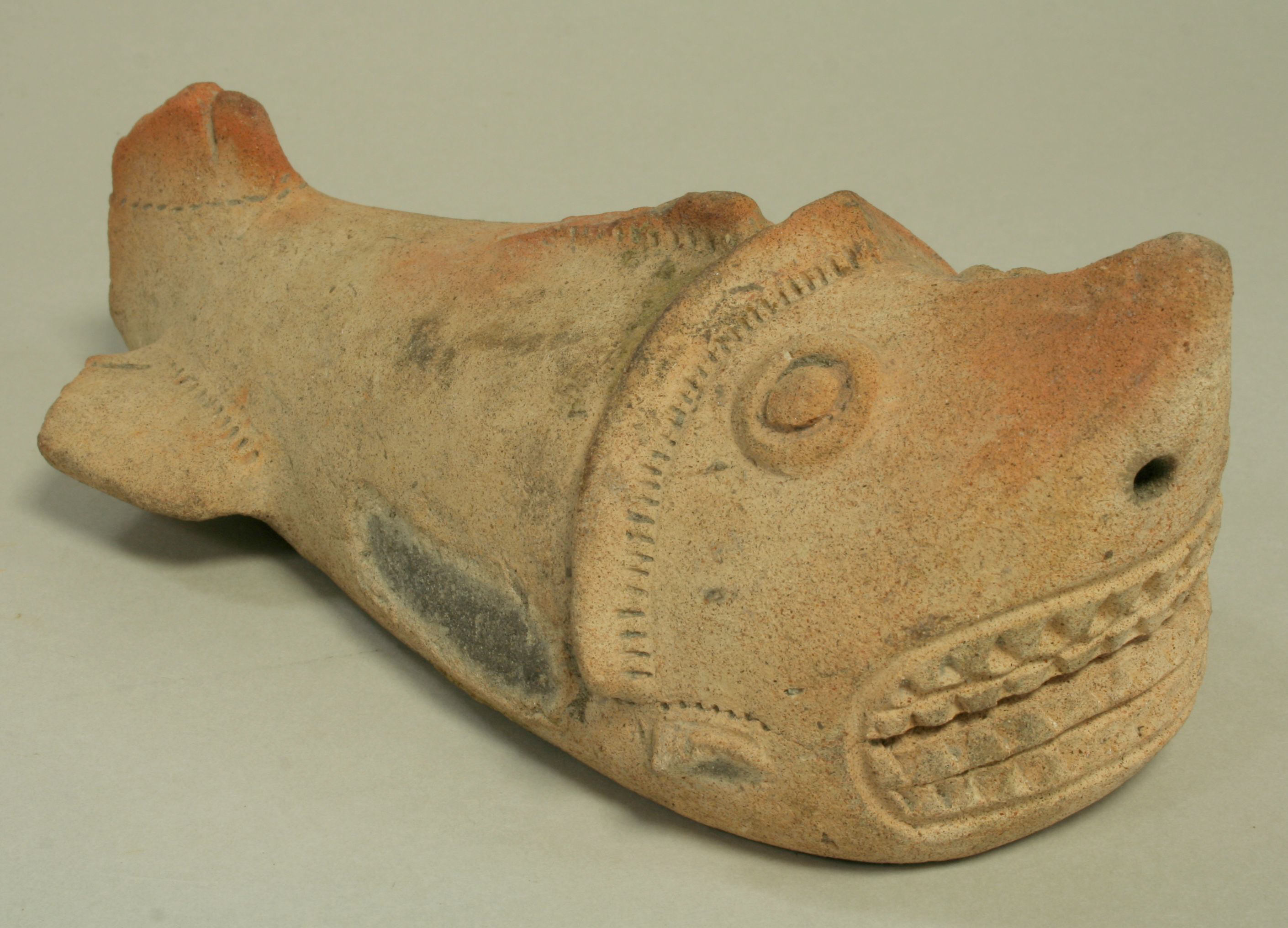
Escultura de un tiburón en el Museo Metropolitano de Arte.

Los primeros estudiosos de la cultura tumaco-la tolita pensaban que las representaciones iconográficas del arte de esta cultura no eran más que simples retratos del entorno natural y de la vida diaria, dentro de esta línea de pensamiento, se creía que los seres antropozoomorfos (representaciones de humanos con partes animales) eran en verdad chamanes que estaban viviendo un proceso de transformación espiritual inspirado por el consumo de plantas alucinógenas. Pero esta manera de ver el arte de la tolita hoy en día ha sido cuestionada por los estudiosos, quienes piensan que la iconografía tumaco en verdad representa todo los opuesto a la vida cotidiana: deidades, personajes mitológicos y héroes legendarios.
El arte tumaco-la tolita representa gran cantidad de animales, tanto naturales como sobrenaturales, pero de entre todos hay 3 que parecen ser los más importantes, el jaguar, el tiburón y el caimán. Algunos investigadores piensan que estos tres animales podrían haber sido las principales deidades en la mitología tolita, ya que cada uno de ellos es el mayor depredador de los ecosistemas donde habrían vivido las personas tumaco-la tolita; el jaguar es el mayor depredador de la selva, el tiburón es el mayor depredador del mar y el caimán el mayor depredador de los ríos y manglares.
Hay quien piensa que varios de estos animales, naturales o no, eran los ancestros míticos de varias familias, ya que hay gran cantidad de figurillas de humanos que llevan estos personajes en el tocado. También hay casos de personas que fueron enterradas con algunos de estos animales, los cuales habrían sido sacrificados en honor al difunto.

#### Decapitación ritual

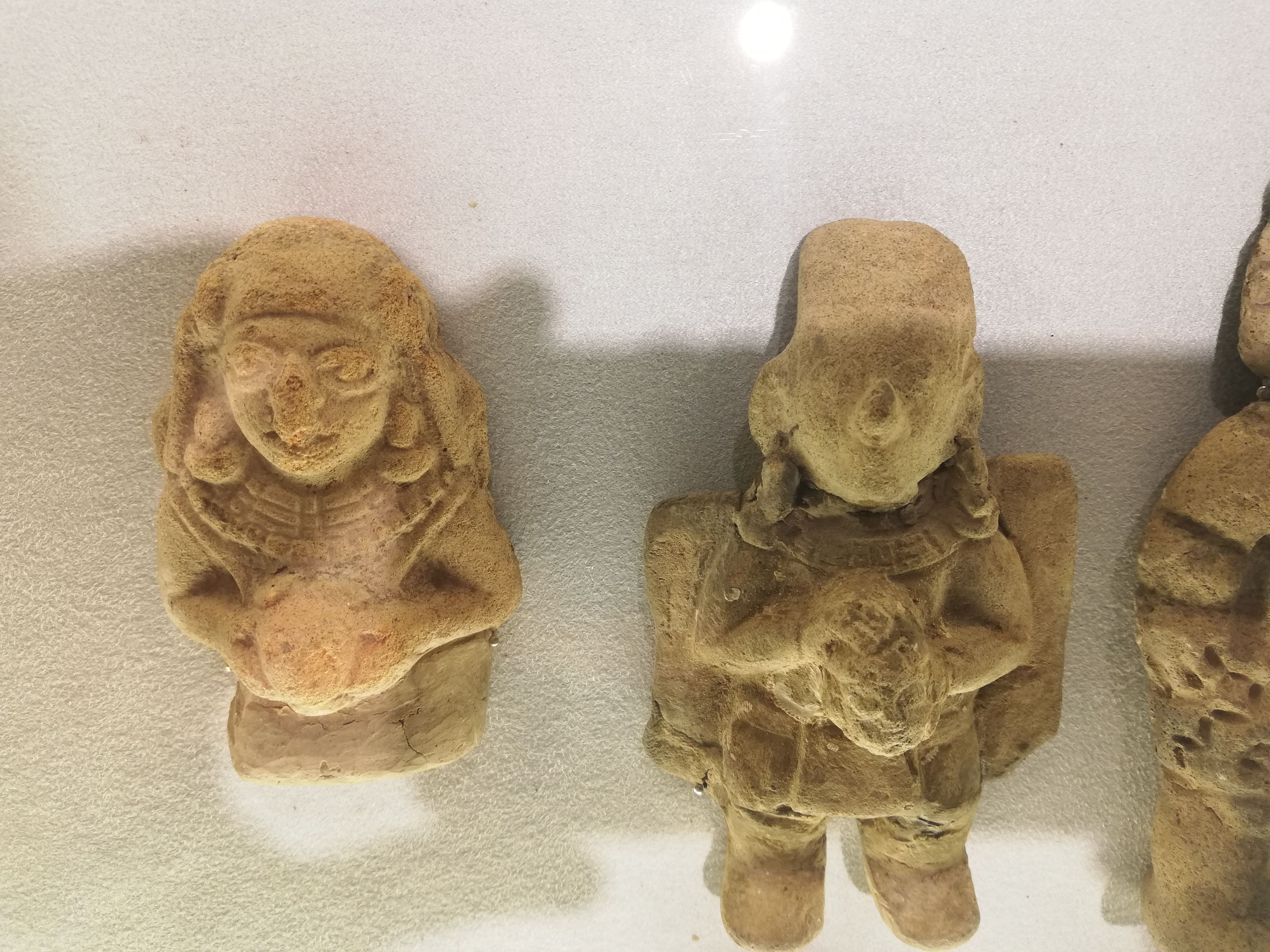
Dos "decapitadores" ubicados en el Museo Arqueológico Weilbauer enseñan cabezas humanas.

La historiadora del arte Costanza di Capua propuso la hipótesis de que la cultura tolita practicaba la caza de cabezas trofeo, y que estas tal vez eran ofrendas para un dios o deidad que era la mezcla entre hombre y felino. También habló de la posibilidad de que se realizaran tzantzas (cabezas reducidas). Los indicios que podrían indicar la existencia de dichas prácticas provienen principalmente de la iconografía, ya que existen gran cantidad de cabezas cerámicas sin cuerpo, además de un tipo de figurillas muy peculiares conocidas como "decapitadores" los cuales sostienen una cabeza humana entre sus manos.
Sin embargo, la arqueóloga María Fernanda Ugalde argumentó que las evidencias no son suficientes para confirmar la caza de cabezas, ya que, a pesar de que si se han encontrado cráneos humanos separados del cuerpo en cementerios de tumaco-la tolita, este fenómeno podría ser fácilmente explicado por la práctica del entierro secundario, la cual causa que los huesos no permanezcan en la posición que les corresponde dentro del esqueleto. Además, en varias de estas cabezas separadas, las vértebras del cuello no tienen marcas de cortes. Para explicar la existencia de cabezas cortadas en la iconografía la arqueóloga dijo lo siguiente:

Nos inclinamos a creer que la decapitación ritual en la cultura tolita, más que una práctica real pudo pertenecer al ámbito mitológico (de manera análoga a la distribución de crucifijos y representaciones de la crucifixión en la iconografía cristiana, lo cual no implica que en todas las áreas culturales donde este objeto está presente se lleven a cabo crucifixiones). [...] Las escenas de decapitación y obtención de cabezas trofeo son frecuentes en el área andina, sobre todo en culturas peruanas – Cerro Sechín, Cupisnique, Paracas, Nasca, Moche; menos implícitamente en Chavín –, y su presencia en la iconografía tolita podría responder a una difusión de parte de este bagaje religioso-mitológico.
María Fernanda Ugalde

### Enterramientos
Los enterramientos tumaco-la tolita son famosos por sus muy ricos ajuares funerarios de oro y cerámica, aunque en realidad, estos se encuentran solamente en algunos de los entierros tolita, ya que en esta cultura existió una gran variedad de prácticas funerarias. Se han encontrado cuerpos enterrados en gran variedad de posiciones, existen tumbas excavadas directamente sobre el suelo, pero también existen tumbas dentro de las tolas, se han encontrado tanto enterramientos primarios (cuando el cuerpo se descompone en el lugar de entierro) como secundarios (cuando la carne se descompone antes de darle un entierro definitivo a los huesos), en tumbas individuales o colectivas, con ofrendas muy ricas o sin ninguna ofrenda. Un tipo e enterramiento común son las llamadas tumbas de Chimenea, que se encuentran en el interior de las tolas. Consisten en tubos verticales hechos a partir de cilindros de arcilla llamados timburas.
Gran cantidad de las tumbas conocidas de esta cultura provienen de la isla de La Tolita. Motivo por el cual hay quien cree que este lugar fue una necrópolis donde se enterraron personas de toda la región.

## Sitios arqueológicos
Hay varios sitios arqueológicos conocidos de la cultura tumaco-la tolita, la mayor cantidad de ellos son pequeños poblados con tolas (montículos artificiales) o campos de canales y camellones destinados al cultivo. Entre los más importantes se encuentras sitios como Monte Alto, la Pamapa de Nerete, Inguapí, Caunapí, etc. Aunque de entre todos ellos hay dos que destacan: La Tolita y el morro de Tumaco.

### Isla de La Tolita

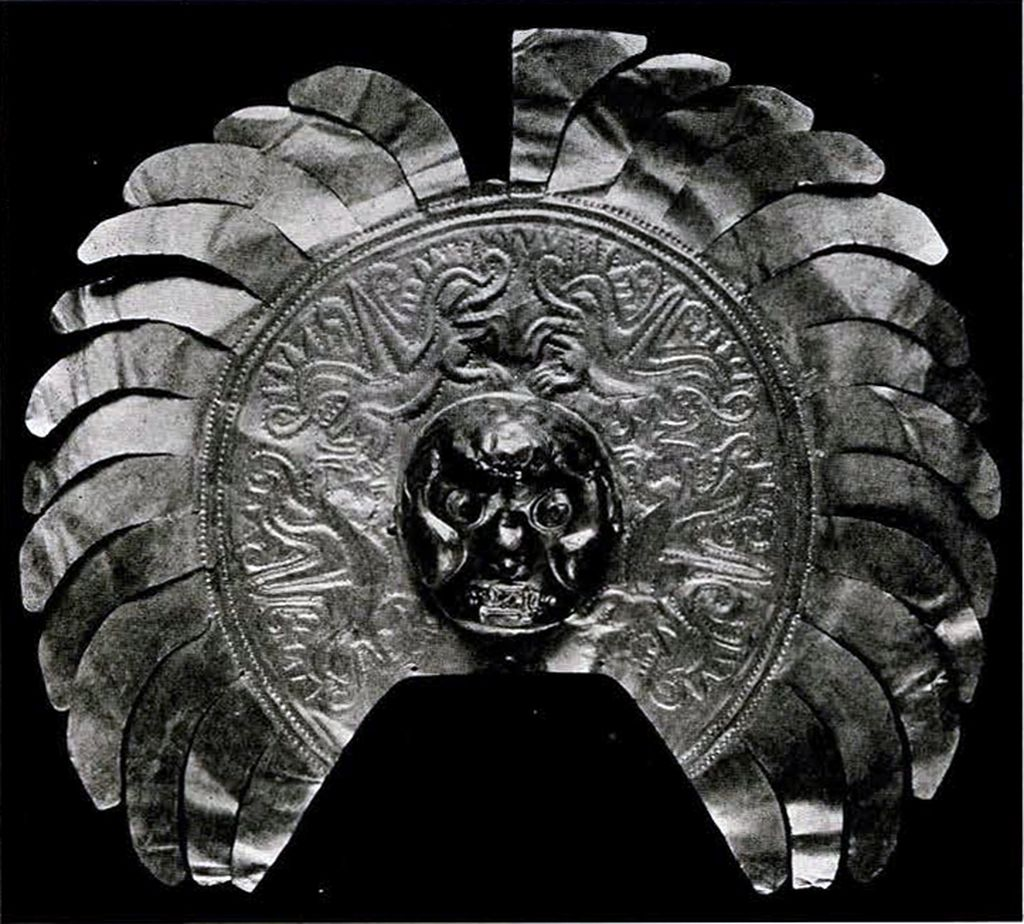
Esta pechera de oro fue encontrada en una tumba en la isla de La Tolita, hoy en día está en el Museo de Penn

La isla de La Tolita es el sitio que le dio nombre a esta cultura. Se encuentra de en la desembocadura del río Cayapas en Ecuador. Se trata de un centro ceremonial conformado por gran cantidad de tolas, las cuales dibujan una plaza en forma de U. Estas Tolas a su vez le dan su nombre a la isla. Se cree que el sitio funcionó como una necrópolis para toda la región, ya que está plagado de enterramientos humanos. Hay quien piensa que la isla pudo ser la capital de un gran señorío o cacicazgo que gobernó le región tumaco-la tolita.
Los primeros habitantes de la isla llegaron alrededor del 600 a. C., pertenecieron a la cultura chorrera, y construyeron pequeños caseríos dispersos a lo largo del terreno. No fue hasta el llamado período Clásico (entre el 200 a. C. y el 75 d. C.) que el sitio se convirtió en una pequeña ciudad y se inició la construcción de las tolas. La isla llegó a su población máxima durante el período Tolita Tardío (entre el 90 y el 400 d. C.), la cual ha sido estimada en cerca de 5000 habitantes. Tras el período Tardío, el lugar quedó abandonado por razones desconocidas.

### El Morro
El sitio se encuentra en la isla del Morro, en la bahía de Tumaco, donde hoy en día está la ciudad de Tumaco. Según el arqueólogo Jean François Bouchard, esta isla fue una colonia de La Tolita, cuyo principal objetivo era la recolección de oro en las costas de la bahía. Los Tolita habrían utilizado esta isla a modo de puerto, ya que desde ella se puede acceder muy fácilmente a todos los ríos que desembocan en dicha bahía.